# الجامعة الدولية للاقتصاد والعلوم الإنسانية
الجامعة الدولية للاقتصاد والعلوم الإنسانية مؤسسة تعليم عالي أوكرانية، (بالأوكرانية: Міжнародний економіко-гуманітарний університет імені академіка Степана Дем'янчука) هي جامعة تقع في ريفنا أوبلاست، أوكرانيا. تأسست هذه الجامعة في سنة 1993